# Nuoto ai XIX Giochi del Mediterraneo - 100 metri rana femminili
La gara dei 100 metri rana femminili ai XIX Giochi del Mediterraneo si è svolta il 2 luglio 2022. Al mattino si sono svolte le batterie, mentre la finale si è disputata nel pomeriggio.

## Podio
| Pos. | Atleta                 | Nazione |
| ---- | ---------------------- | ------- |
|      | Lisa Angiolini         | Italia  |
|      | Anita Bottazzo         | Italia  |
|      | Viktoriya Zeynep Güneş | Turchia |

## Record
Prima della manifestazione il record del mondo (RM) e il record dei Giochi del Mediterraneo (RG) erano i seguenti.
|  | 1'04"13 | Lilly King   | 25 luglio 2017 Budapest  |
|  | 1'07"19 | Jessica Vall | 24 giugno 2018 Tarragona |

Durante la competizione non sono stati migliorati record.

## Risultati

### Batterie
| Pos. | Batteria | Corsia | Atleta                  | Nazionalità | Tempo   | Note |
| ---- | -------- | ------ | ----------------------- | ----------- | ------- | ---- |
| 1    | 2        | 4      | Lisa Angiolini          | Italia      | 1'07"77 | Q    |
| 2    | 1        | 4      | Anita Bottazzo          | Italia      | 1'08"84 | Q    |
| 3    | 2        | 5      | Viktoriya Zeynep Güneş  | Turchia     | 1'08"85 | Q    |
| 4    | 1        | 5      | Marina García Urzainqui | Spagna      | 1'09"21 | Q    |
| 5    | 2        | 6      | Ana Blažević            | Slovacchia  | 1'09"79 | Q    |
| 6    | 1        | 3      | Tara Vovk               | Slovenia    | 1'09"97 | Q    |
| 7    | 1        | 6      | Chara Angelaki          | Grecia      | 1'10"04 | Q    |
| 8    | 2        | 3      | Ana Rodrigues           | Portogallo  | 1'10"56 | Q    |
| 9    | 1        | 2      | Tjaša Pintar            | Slovenia    | 1'10"98 |      |
| 10   | 2        | 2      | Maria Drasidou          | Grecia      | 1'11"29 |      |
| 11   | 2        | 1      | Nàdia Tudó              | Andorra     | 1'13"25 |      |
| 12   | 2        | 7      | Claudia Verdino         | Monaco      | 1'17"41 |      |
| 13   | 1        | 7      | Vanesa Beka             | Kosovo      | 1'20"87 |      |

### Finale
| Pos. | Corsia | Atleta                  | Nazionalità | Tempo   | Note |
| ---- | ------ | ----------------------- | ----------- | ------- | ---- |
|      | 4      | Lisa Angiolini          | Italia      | 1'07"59 |      |
|      | 5      | Anita Bottazzo          | Italia      | 1'08"14 |      |
|      | 3      | Viktoriya Zeynep Güneş  | Turchia     | 1'08"44 |      |
| 4    | 6      | Marina García Urzainqui | Spagna      | 1'08"91 |      |
| 5    | 7      | Tara Vovk               | Slovenia    | 1'09"16 |      |
| 6    | 8      | Ana Rodrigues           | Portogallo  | 1'09"42 |      |
| 7    | 2      | Ana Blažević            | Croazia     | 1'09"60 |      |
| 8    | 1      | Chara Angelaki          | Grecia      | 1'09"88 |      |